# Liste von Persönlichkeiten der Stadt Wiesbaden
Diese Liste enthält in Wiesbaden geborene Persönlichkeiten sowie solche, die in Wiesbaden ihren Wirkungskreis hatten, ohne dort geboren zu sein. Beide Abschnitte sind jeweils chronologisch nach dem Geburtsjahr sortiert. Die Liste erhebt keinen Anspruch auf Vollständigkeit.

## In Wiesbaden geborene Persönlichkeiten

### Bis 1800
- Johann Heinrich Tonsor (1595–1649), Philosoph und lutherischer Theologe
- Johann Hartmut von Langeln (1607–1671), Hofrat und Gesandter zu den Verhandlungen in Osnabrück (Westfälischer Friede 1648)
- Elisabeth Hoffmann (≈1607–1676), Wirtin des Gasthauses zum Bock in Wiesbaden, Opfer der Hexenverfolgungen in Idstein
- Barbara Christine von Bernhold (1690–1756), ab 1742 Reichsgräfin, Mätresse und Vertraute des Landgrafen Karl von Hessen-Kassel und Großhofmeisterin Karls Sohnes und Nachfolgers Wilhelm VIII.
- Gottfried Anton Schenck (1699–1779), protestantischer Pfarrer, Chronist und Dichter
- Johann Daniel Bager (1734–1815), Künstler
- Johann Christian Reinhard Luja (1767–1847), evangelischer Pfarrer und Heimatforscher
- Friedrich August Lehr (1771–1831), Kurarzt und Geheimrat
- Ludwig Heydenreich (1773–1858), evangelischer Theologe, Bischof von Nassau
- Christian Schlichter (1777–1828), Mitglied des Nassauischen Landtags
- August von Kruse (1779–1848), General sowie Militär- und Agrarreformer
- Michael Dietz (1781–1839), Müller und Politiker im Herzogtum Nassau
- Michael Fussinger (1781–1863), Stadtschultheiß und Mitglied des Nassauischen Landtags
- Ludwig von Rößler (1785–1835), nassauischer Generaldomänendirektor
- Ernst Lotichius (1787–1876), Künstler
- Johann Erhard Prieger (1792–1863), Arzt
- Wilhelm Zais (1798–1861), Arzt, Hotelier und Landtagsabgeordneter

### 19. Jahrhundert

#### 1801 bis 1850
- Abraham Tendlau (1802–1878), jüdischer Volkskundler
- Friedrich Wilhelm Marschall von Bieberstein (1806–1865), nassauischer Jurist, Domänenrat und Abgeordneter
- Theodor Goetz (1806–1885), Architekt und Baubeamter
- Gottfried Ruß (1807–1873), Kaufmann und Politiker
- Ludwig von Rößler (1809–1884), Jurist und Mitglied der Ersten Kammer der Landstände des Herzogtums Nassau
- Heinrich Fischer (1812–1883), Bürgermeister Wiesbadens
- Karl Friedrich Emil Fries (1813–1853), Agrarwissenschaftler
- Clemens August Kiel (1813–1871), Komponist, Geiger und Dirigent
- Georg Philipp Anton Hahn (1814–1873), Ziegeleibesitzer und Politiker
- August Schellenberg (1814–1869), Buchhändler, Verleger und Herausgeber
- Alexander Fach (1815–1883), Bauingenieur und Architekt
- Albert Franz von Rößler (1815–1879), Polizeidirektor und preußischer Amtmann
- Karl Rossel (1815–1872), Historiker, Lehrer und Politiker
- Karl Hoffmann (1816–1872), Künstler
- August de Laspée (1816–1901), Künstler
- Christian Wilhelm Kreidel (1817–1890), Verlagsbuchhändler
- Ludwig Creutz (1817–1860), evangelischer Theologe und Mitglied des Nassauischen Landtags
- Georg David Schmidt (1818–?), Mitglied der Zweiten Kammer der Landstände des Herzogtums Nassau
- Karl Lotichius (1819–1892), Bankier und Politiker
- Friedrich von Bodenstedt (1819–1892), Schriftsteller und Theaterintendant, wirkte 1878–1892 in Wiesbaden. An ihn erinnert seit 1952 ein Denkmal im Nerotal.
- Béla Kéler (1820–1882), Komponist, Dirigent und Violinist
- Adolph Bermbach (1821–1875), Politiker
- Louis Krempel (1821–1869), Kaufmann und Mitglied des nassauischen Landtags
- Franziska Rummel (1821 – unbekannt), Tochter von Christian Rummel; Sopranistin, Primadonna der Wiesbadener Oper
- Oswald Dietz (1823–1898), Freiheitskämpfer, deutsch-US-amerikanischer Ingenieur und Politiker
- Wilhelm Heinrich Riehl (1823–1897), Journalist, Novellist und Kulturhistoriker
- Daniel Raht (1823–1900), Jurist und Politiker
- Friedrich Albert Cremer (1824–1891), Architekt und Baumeister
- Wilhelm Bogler (1825–1906), Architekt
- Friedrich Schenck (1827–1900), Politiker und Genossenschaftsfunktionär
- Adolf Wahrmund (1827–1913), Orientalist und Schriftsteller
- Alexander Pagenstecher (1828–1879), Augenarzt und Gründer der Augenheilanstalt
- Christian Schlichter (1828–1883), Bürgermeister Wiesbadens
- Adolf Glaser (1829–1915), Schriftsteller, Journalist und Schriftleiter
- Ludwig Knaus (1829–1910), Maler
- Alexander von Peez (1829–1912), deutsch-österreichischer Politiker und Industrieller
- Adolf Seel (1829–1907), Maler
- Anton Dieffenbach (1831–1914), Landschaftsmaler
- Friedrich Baumann (1832–1906), Balneologe
- Nikolaus Wilhelm zu Nassau (1832–1905), Generalmajor
- Wilhelm Dilthey (1833–1911), Philosoph, Psychologe und Pädagoge
- Theodor Hergenhahn (1833–1893), Rechtswissenschaftler
- Carl Scholz (1833–1893), Jurist, Stadtverordneter und Mitglied des Nassauischen Kommunallandtages
- Sophia von Nassau (1836–1913), Tochter von Herzog Wilhelm I. von Nassau
- Christian Giel (1837–1909), Erzieher und Numismatiker in Russland
- Arnold Pagenstecher (1837–1913), Arzt und Entomologe
- Ernst Zais (1837–1903), Privatier, Forscher und Mäzen; überließ dem Kunstgewerbemuseum in Köln seine umfangreiche Stoff- und berühmtere Steinzeugsammlung; sein Name ist verbunden mit dem „Westerwälder Steinzeug“
- Karl Keil (1838–1889), Bildhauer und Architekt
- Adolf Lehr (1839–1901), Geschäftsführer des Alldeutschen Verbandes und Mitglied des Deutschen Reichstags
- Adolf Richter (1839–1914), Chemiker und Industrieller
- Franz Fehr-Flach (1840–1929), Fabrikant
- Christian August Vogler (1841–1925), Geodät und Hochschullehrer
- Karl Kösting (1842–1907), Schriftsteller
- Nicolaus Jacob Carl Müller (1842–1901), Botaniker und Hochschullehrer
- Ludwig von Rössler (1842–1910), Porträt- und Genremaler
- Kuno zu Rantzau (1843–1917), Diplomat
- August Wolff (1844–1914), Mitglied des Preußischen Abgeordnetenhauses
- Hermann Pagenstecher (1844–1932), Augenarzt und Direktor der Augenheilanstalt
- Ernst Perabo (1845–1920), US-amerikanischer Komponist und Pianist
- Heinrich Voigt (1845–1906), Orgelbauer
- Emil Pfeiffer (1846–1921), Internist und Kinderarzt
- Auguste Schepp (1846–1905), Malerin der Münchner und Düsseldorfer Schule
- Carl Seiler (1846–1921), Maler und Hochschullehrer
- Friedrich Cramer (1847–1903), Chirurg
- Heinrich Fresenius (1847–1920), Chemiker
- Heinrich Schwabe (1847–1924), Bildhauer
- Arthur Kleinschmidt (1848–1919), Historiker, Bibliothekar und Publizist
- Karl Brugmann (1849–1919), Indogermanist und Sprachwissenschaftler
- Carl Querfeld (1849–1893), Architekt
- Gustav von Roessler (1850–1919), Komponist und Musikdirektor am Frankfurter Stadttheater

#### 1851 bis 1875
- Julius Buths (1851–1920), Pianist, Komponist und Dirigent
- Friedrich Lang (1852–1906), Architekt
- Louis Schellenberg (1852–1920), Verleger
- Carl Cowen Schirm (1852–1928), Landschaftsmaler
- Meinhard Hoffmann (1853–1936), Industriechemiker
- Fritz Ritzel (1854–1935), Schriftsteller
- August Isbert (1856–1950), preußischer General
- Ferdinand Rudio (1856–1929), Mathematiker
- Carl zu Dohna-Schlobitten (1857–1942), Rittergutsbesitzer, Jurist und Landrat
- Ernst Rudolf Schepp (1857–1901), Jurist und Landrat des Landkreises Siegen
- Adolf Hehner (1858–1922), Jurist und Mitglied des Provinziallandtages der Provinz Hessen-Nassau
- Karl Heun (1859–1929), Mathematiker
- Louis Wintermeyer (1859–1901), Landwirt und Politiker
- Heinrich von Nauendorf (1860–1905), Offizier in der kaiserlichen Armee
- Karl Herxheimer (1861–1942), Mediziner
- Adolf Lex (1862–nach 1936), Kommunalpolitiker
- Heinrich Hartmann (1862–1938), Bauunternehmer und Mitglied des Provinziallandtages der Provinz Hessen-Nassau
- Wilhelm Sartorius (1863–1942), Landrat
- Karl Bender (1864–1910), Schauspieler
- August Conrady (1864–1925), Sinologe
- Lucia von Gelder (1864–1899), deutsche Malerin
- Friedrich August von Hanau (1864–1940), Offizier, Major und königlich bayerischer Kammerherr
- Hilda von Nassau (1864–1952), badische Großherzogin
- Otfried Nippold (1864–1938), deutsch-schweizerischer Jurist und Friedenskämpfer
- Wilhelm Noll (1864–1930), Architekt
- Otto von Bothmer (1865–1918), Fideikomissbesitzer und Mitglied des Deutschen Reichstags
- Heinrich Rubens (1865–1922), Physiker
- Karl Friedrich Siebert (1865–1935), Notar und Mitglied des Provinziallandtages der Provinz Hessen-Nassau
- Emil Mangold (1867–1945), Oberbürgermeister von Saarbrücken
- Karl Meier (1867–1944), Schornsteinfegermeister, Politiker, Mitglied des Preußischen Landtags
- Ferdinand Bertram (1868–1941), Konteradmiral
- Eberhard von Bodenhausen (1868–1918), Kunsthistoriker und Unternehmer
- Karl Ludwig Dyckerhoff (1869–1938), geboren in Biebrich, Unternehmer
- Friedrich Knoll (1869–1951), Landrat
- Fritz Philippi (1869–1933), Pfarrer und Schriftsteller
- Albert Werminghoff (1869–1923), Historiker
- Richard Wünsch (1869–1915), klassischer Philologe und Religionswissenschaftler
- Julius Bretz (1870–1953), Landschaftsmaler und Lithograph
- Otto Dyckerhoff (1870–1954), geboren in Biebrich, Unternehmer
- Wilhelm Weygandt (1870–1939), Psychiater
- Ottilie Gerhäuser-Saint-Georges (1871–1955), Schauspielerin
- Franz Bossong (1872–1914), Buchhändler, Verleger, Herausgeber, Autor und Mundartdichter
- Gotthold Herxheimer (1872–1936), Direktor des Wiesbadener pathologisch-anatomischen Instituts
- Otto Krebs (1873–1941), Fabrikant und Kunstsammler
- August Müller (1873–1946), Nationalökonom, Publizist und Politiker
- Pawlo Skoropadskyj (1873–1945), General, Großgrundbesitzer und ukrainischer Politiker
- Christa von Viebahn (1873–1955), evangelische Diakonisse, Seelsorgerin, Gründerin der Aidlinger Schwesternschaft, Autorin und Übersetzerin
- Ludwig Hohlwein (1874–1949), Plakatkünstler, Grafiker, Architekt und Maler
- Iwar von Lücken (1874–1940), Aristokrat, Lyriker und Bohemien
- Max Pagenstecher (1874–1957), Rechtsgelehrter
- Christian Scholz (1874–1931), Politiker
- Ernst Scholz (1874–1932), Jurist und Politiker
- Heinrich Schwabe (1874–1924), deutscher Architekt und Bildhauer
- Berthold Wolf (1874–1946), Verlagsdirektor und Journalist
- Jeanette Bethge (1875–1943), Schauspielerin
- Adolf Bickel (1875–1946), Arzt und Physiologe
- Hans Grimm (1875–1959), Schriftsteller und Publizist
- Ludwig Löw Freiherr von und zu Steinfurth (1875–1939), Diplom-Ingenieur, Hochschullehrer, Fachautor

#### 1876 bis 1900
- Paul Albert (1876–1903), Radrennfahrer
- Julius Baer (1876–1941), Mediziner und Hochschullehrer
- Ernst Bickel (1876–1961), klassischer Philologe
- Paul Gast (1876–1941), Professor der Geodäsie und Rektor
- Roelof van Lennep (1876–1951), niederländischer Tennisspieler
- Adolf Pfeiffer (1876–1961), Vizeadmiral
- Karl Barth (1877–1951), Architekt und Stadtplaner
- Eduard Brenner (1877–1915), Historiker und Museumsdirektor
- Ernst Dyckerhoff (1877–1926), Ingenieur und Unternehmer
- Erich Kauffmann-Jassoy (1877–1948), Komponist, Musiklehrer und Pianist
- Mathilde Ludendorff (1877–1966), Lehrerin, Ärztin und Schriftstellerin
- Fritz Prieger (1877–nach 1925), Offizier, Fregattenkapitän
- Ernst Toepfer (1877–1955), Maler
- Carl Walther (1877–1960), Bibliothekar
- Eduard Dyckerhoff (1878–1948), Unternehmer
- Karl Müller (1878–nach 1933), Politiker
- Nyanatiloka (1878–1957), erster deutscher vollordinierter buddhistischer Mönch
- Theo Wiederspahn (1878–1952), deutsch-brasilianischer Architekt
- Ludwig Hansohn (1879–1929), Ingenieur und Mitglied des Provinziallandtages der Provinz Hessen-Nassau
- Ludwig Ferdinand Meyer (1879–1954), Mediziner und Hochschullehrer
- Ludwig Beck (1880–1944), Heeresoffizier
- Arno Kriegsheim (1880–?), Offizier
- Gustav Mäurer (1880–1968), Violinist und Komponist
- Otto Weis (1880–nach 1943), Architekt
- Friedrich Zollinger (1880–1945), Architekt, Baubeamter und Stadtplaner
- Alfons Paquet (1881–1944), Dichter, Journalist und Schriftsteller
- Max Ralph-Ostermann (1881–1934), Schauspieler
- Louis Seel (1881–1958), Maler
- Julius Baum (1882–1959), Kunsthistoriker und Hochschullehrer
- Rudolf Bingel (1882–1945), Vorstandsvorsitzender der Siemens-Schuckertwerke
- Rudolf Essek (1882–1941), Film- und Theater-Schauspieler
- Wilhelm Hilgers (1882–1962), Mediziner
- Hans Kleinschmidt (1882–1967), Architekt, Präsident der Bundesbahndirektion Mainz
- Melanie Michaelis (1882–1969), Geigerin
- Adolf Schellenberg (1882–1954), Zoologe
- Gustav Schellenberg (1882–1963), Botaniker und Zeitungsverleger
- Hermann Wenzel (1882–1954), Industrieller
- Lothar Wolf (1882–1938), Arzt und Autor, Kommunist, Opfer des Stalinismus
- Kurt Dyckerhoff (1883–1955), Chemiker und Unternehmer in der Zementindustrie
- Felix Pfitzner (1883–1947), Filmproduzent und Funktionär der Filmwirtschaft
- Erwin Freundlich (1885–1964), Astrophysiker
- Ludwig Frorath (1885–1945), Eisenbahningenieur und Präsident mehrerer Reichseisenbahndirektionen
- Alexander Rüstow (1885–1963), Soziologe und Wirtschaftswissenschaftler
- Jonas Schmidt (1885–1958), Agrarwissenschaftler, Tierzüchter und Fütterungsexperte
- Fritz Brüderlein (1886–1945), Widerstandskämpfer
- Fritz Catta (1886–1968), Architekt und Politiker
- August Wilhelm Fresenius (1886–1971), evangelischer Theologe
- Emil Heinrich Meyer (1886–1945), Manager und Honorarprofessor an der Handelshochschule Berlin
- Jacob Ludwig Mollath (1886–1966), Kaufmann und Politiker
- Carl Ludwig Doerr (1887–1954), Politiker und SA-Führer
- Wladimir Eliasberg (1887–1969), Psychiater und Psychotherapeut
- Ernst Lautz (1887–1979), Jurist und Oberreichsanwalt beim Volksgerichtshof
- Alfons Sack (1887–1945), Jurist und Reichsanwalt beim Volksgerichtshof
- Eduard Bornträger (1888–1958), Schauspieler
- Alois Erbach (1888–1972), Grafiker und Maler
- Oskar Hagen (1888–1957), Kunsthistoriker
- Friedrich Martin (1888–1931), Organist, Musikpädagoge und Komponist
- Jakob Ferdinand Reuter (1888–1940), hessischer Landtagsabgeordneter
- Toni Sender (1888–1964), Politikerin und Schriftstellerin
- Ernst Vatter (1888–1948), Ethnologe
- Hans-Gustav Felber (1889–1962), Offizier
- Fritz Fuß (1889–1945), Architekt
- Walther Gerlach (1889–1979), Physiker
- Alice Golsen (1889–1940), Experimentalphysikerin
- Ludwig Kaiser (1889–1978), Jurist, Pianist und Widerstandskämpfer gegen den Nationalsozialismus
- Günther Lütjens (1889–1941), Marineoffizier
- Friedrich Müller (1889–1975), Jurist und Landrat
- Willy Mulot (1889–1982), Landschaftsmaler
- Fritz Hans Rehbold (1889–1948), Pianist und Klavierlehrer
- Lothar Schenck von Trapp (1889–1950), Bühnenbildner und Ausstattungsleiter
- Otto von Waldenfels (1889–1974), Militärhistoriker und Archivar
- Wilhelm Bauer (1890–1965), Politiker
- Lorenz Ernst (1890–1977), Pädagoge und Mitglied des Provinziallandtages der Provinz Hessen-Nassau
- Rudolf von Scholtz (1890–1956), Philologe
- Werner Gerlach (1891–1963), Pathologe, Nationalsozialist, SS-Offizier und Diplomat
- Franz Kaiser (1891–1962), Astronom
- Lina Carstens (1892–1978), Film- und Theaterschauspielerin
- Wilhelm Heise (1892–1965), Künstler
- Helmuth Plessner (1892–1985), Philosoph und Soziologe
- Willy Rosenstein (1892–1949), deutscher Pilot, Kampfflieger und Automobilrennfahrer
- Else Sparwasser (1892–1953), Schriftstellerin
- Wilhelm Unverzagt (1892–1971), Prähistoriker
- Hans H. Zerlett (1892–1949), Drehbuchautor und Regisseur
- Arthur Bahl (1893–1966), General der Polizei
- Sophie Cossaeus (1893–1965), Schauspielerin
- Johann Wilhelm Lehr (1893–1971), Architekt
- Konrad Lied (1893–1957), Politiker
- Heinz Lossen (1893–1967), Mediziner und Röntgenologe
- Richard Graf Matuschka-Greiffenclau (1893–1975), Politiker
- Heinrich Eufinger (1894–1988), Gynäkologe und SS-Arzt
- Hans Gäfgen (1894–1939), Lyriker und Schriftsteller
- Karl Kaltwasser (1894–1979), Autor
- Hans von Kessel (1894–1973), Journalist und politischer Aktivist
- Wilhelm Rudolf Mann (1894–1992), Manager
- Reinhold Merten (1894–1943), Dirigent
- Friedrich Zimpelmann (1894–1965), Schornsteinfeger, kommissarischer Bürgermeister und Mitglied des Provinziallandtages der Provinz Hessen-Nassau und des Nassauischen Kommunallandtags
- Ernst Friedlaender (1895–1973), Publizist
- Gustav von Wangenheim (1895–1975), Schauspieler, Regisseur und Drehbuchautor
- Hans Fleischer (1896–1981), Komponist
- Erich Glette (1896–1980), Maler
- Wilhelm Krichbaum (1896–1957), Geheimagent
- Christian Schneider (1896–1962), Redakteur und nachrichtendienstlicher Kurier in der Schweiz
- Wilhelm Avieny (1897–1983), Bankkaufmann, Industriemanager und NSDAP-Funktionär
- Moritz Cramer (1897–1952), nationalsozialistischer Politiker
- Herbert Kiper (1897–1978), Schauspieler, Sänger und Bühnenautor
- Alexandre Rossmann (1897–1991), deutsch-französischer Journalist
- Bernhard Ruberg (1897–1945), Politiker und SS-Führer
- Walter Zerlett-Olfenius (1897–1975), Drehbuchautor
- Heinrich Birk (1898–1973), Rebenzüchter und Experte für Weinbau
- Theodor Habicht (1898–1944), Oberbürgermeister von Wittenberg und Koblenz
- Julia Kerr (1898–1965), Komponistin
- Wilhelm Burandt (1898–1984), Regierungspräsident in Düsseldorf
- Herbert Baldus (1899–1970), Ethnologe
- Lia Eibenschütz (1899–1985), Schauspielerin
- Anneliese Reppel (1899–1967), deutsche Schauspielerin
- Werner Wemheuer (1899–1977), Komponist und Kapellmeister am Staatstheater
- Justus Franz Wittkop (1899–1986), Übersetzer, Essayist und Schriftsteller
- Herbert Müller-Werth (1900–1983), Historiker, Archivar und Redakteur
- Wilhelm Georg Schmidt (1900–1938), NS-Funktionär

### 20. Jahrhundert

#### 1901 bis 1910
- Georg Dengel (1901–1987), Filmpionier
- Aloysius Paul Grafenberger (1901–1966), Pfarrer
- Johannes Maria Höcht (1901–1966), katholischer Publizist
- Karl Kaesberger (1901–1943), Redakteur und Mitglied des nassauischen Kommunallandtags
- Hans Lehr (1901–1965), Schriftsteller
- Karl Lieser (1901–1990), Architekt und Hochschullehrer
- Herbert Morgen (1901–1997), Soziologe, Raum- und Siedlungsplaner
- Hans Schleif (1902–1945), Architekt, Bauforscher, Archäologe sowie SS-Mitglied
- Wilhelm Stuckart (1902–1953), Verwaltungsjurist, Politiker (NSDAP) und SS-Obergruppenführer
- Friedrich August Wahl (1902–1985), Gynäkologe
- Georg Buch (1903–1995), Politiker
- Georg Honigmann (1903–1984), Journalist
- Paul Krüger (1903–1990), Gewerkschaftsfunktionär und Politiker
- Günther Grüning (1904–1962), Bauingenieur, Hochschullehrer für Baustatik
- Adolf Hoffmann (1904–1944), Jurist, SS-Obersturmbannführer und Polizeiattaché
- Karl Michel (1904–1945), Offizier  im Umfeld des Attentats vom 20. Juli 1944
- Karl Johann Pauly (1904–1970), Politiker
- Bernhard Dohm (1905–1986), Politiker
- Hubert Krier (1905–1994), Bankier und Diplomat
- Heinrich Johannes Möller (1905–1983), Uhrendesigner bei der Firma Kienzle
- August Momberger (1905–1969), Automobilrennfahrer und Ingenieur
- Günther Bartels (1906–1983), Motorradrennfahrer
- Ruth Boehringer, geborene Dyckerhoff (1906–2007), Unternehmerin
- Liselott Diem (1906–1992), Sportpädagogin
- Sally Grosshut (1906–1969), Jurist und Schriftsteller
- Hans Harms (1906–1975), Wirtschaftsmanager
- Wilhelm Kempf (1906–1982), römisch-katholischer Bischof von Limburg
- Ado Riegler (1906–1988), Schauspieler
- Heinrich Roos (1906–1988), Widerstandskämpfer gegen den Nationalsozialismus und Politiker
- Adolf Schön (1906–1987), Radrennfahrer
- Henri Baum (1907–1993), Filmproduzent und Produktionsleiter
- Wilhelm Kleinadel: (* 1907), Redakteur und Schriftsteller, lebte in Wittmund[1]
- Fritz Moeglich (1907–?), Schriftsteller und Übersetzer
- Dolf Sternberger (1907–1989), Politikwissenschaftler und Journalist
- Wilhelm Wengler (1907–1995), Rechtswissenschaftler und Professor
- Ralph Baum (1908–1987), Filmproduzent, Filmregisseur und Drehbuchautor
- Karl Peter Biltz (1908–nach 1973), Schauspieler, Regisseur, Drehbuchautor und Produzent
- Emmy Burg (1908–1982), Film- und Theaterschauspielerin
- Friedrich Kempf (1908–2002), römisch-katholischer Priester und Historiker
- Karl Korn (1908–1991), Journalist, Schriftsteller und Geisteswissenschaftler
- Hans Merten (1908–1967), Politiker
- Katharina Otto-Dorn (1908–1999), Kunsthistorikerin und Hochschullehrerin
- Walther Kampe (1909–1998), Weihbischof in Limburg
- Alfons Kirchgässner (1909–1993), römisch-katholischer Priester und Schriftsteller
- Bruno Melmer (1909–1978), SS-Funktionär
- Hans-Joachim Rauch (1909–1997), Psychiater, Neurologe und Hochschullehrer, der an der NS-Euthanasieforschung beteiligt war
- Walter Schmidt (1910–1970), SS-Untersturmführer und Oberarzt

#### 1911 bis 1920
- Ferdinand Ickes (1911–?), Radrennfahrer
- Max Domarus (1911–1992), Historiker und Schriftsteller
- Herbert Obscherningkat (1911–1991), Journalist und Filmproduzent, lebte unter anderem in Wiesbaden
- Walter Hofmann (1912–1995), Geodät und Hochschullehrer
- Kurt Köster (1912–1986), Bibliothekar und Historiker
- Fee von Reichlin (1912–2002), Schauspielerin, Operettensängerin und Synchronsprecherin
- Hans Knöll (1913–1978), Arzt und Mikrobiologe
- Ernst Pagenstecher (1913–1984), Agrarwissenschaftler
- Ernst Ferber (1914–1998), General des Heeres der Bundeswehr
- Wolfgang von Scharfenberg (1914–2005), Landwirt und Schafzüchter
- Ernst Schomer (1915–2005), Filmarchitekt, Architekt, Maler und Kunsterzieher
- Ueli Prager (1916–2011), Schweizer Unternehmer und Gründer von Mövenpick
- Anna Teluren (1916–2018), Schauspielerin und Theaterregisseurin
- Edwin Zerbe (1916–1992), Jurist und Politiker
- Werner Krämer (1917–2007), Archäologe
- Gerhard Mohnike (1918–1966), Arzt und Wissenschaftler
- Anneliese Bach-Kuchinke (1919–2009), Literaturwissenschaftlerin und Hochschullehrerin
- Kurt Seifert (1919–2001), Tischtennisspieler
- Grete Wurm (1919–2002), Schauspielerin
- Kurt Leimer (1920–1974), Pianist, Komponist und Klavierpädagoge

#### 1921 bis 1930
- Kurt Becker-Marx (1921–2004), Jurist, Hochschullehrer und Politiker
- Carolus Horn (1921–1992), Werbegrafiker und -texter
- Simone Signoret (1921–1985), französische Schauspielerin und Schriftstellerin
- Günther Erkel (1924–1993), Rechtswissenschaftler und Staatssekretär
- Hans Milch (1924–1987), katholischer Pfarrer
- Rolf von Sydow (1924–2019), Regisseur und Autor
- Wolfgang Klötzer (1925–2015), Historiker und Archivar
- Christopher Audland (1926–2019), britischer Diplomat
- Dorothea Decker (* 1926), Malerin
- Alfred Koerppen (1926–2022), Komponist
- Günther Massenkeil (1926–2014), Musikwissenschaftler
- Si Mustapha-Müller, geb. Winfried Müller (1926–1993), Gründer und Leiter des Rückführungsdienstes für Fremdenlegionäre im Algerienkrieg
- Dieter Schaad (1926–2023), Schauspieler
- Gerhard Schmitt-Rink (1926–2020), Ökonom und Autor, Hochschullehrer für Volkswirtschaftslehre
- Karl-Ludwig Selig (1926–2012), deutsch-US-amerikanischer Romanist, Hispanist und Italianist
- Rudi Arndt (1927–2004), Politiker
- Friedrich Beck (1927–2008), Physiker
- Karl Becker (1927–1984), Bibliothekar und hessischer Landtagsdirektor
- Klaus Heger (1927–1993), Romanist und Sprachwissenschaftler
- Wolfgang Hofmann (* 1927), Schauspieler und Hörspielsprecher
- Jacky Spelter (1927–2004), Musiker
- Otto M. Ewert (1928–2012), Entwicklungspsychologe und Hochschullehrer
- Friedrich Krell (1928–2020), Chorpädagoge und Chorleiter
- Paul Kuhn (1928–2013), Pianist, Bandleader und Sänger
- Reinhard Oehme (1928–2010), deutsch-US-amerikanischer Physiker
- Hans Voss (1928–1980), Kunsthistoriker, Hochschullehrer und -rektor
- Jürgen Corleis (1929–2011), deutsch-australischer Journalist und Autor
- Wolfgang Hagemann (1929–2021), Botaniker
- Alfons Lappas (* 1929), Finanzexperte des DGB und Leiter der BGAG
- Jo Miard (1929–1982), Bildhauer
- Helmut W. May (1929–2013), Schriftsteller und Komponist
- Gerda Panofsky-Soergel (1929–2024), Kunsthistorikerin
- Albert Pfuhl (1929–2005), Politiker
- Franz Reitz (1929–2011), Radrennfahrer
- Hannie Termeulen (1929–2001), niederländische Schwimmerin
- Ursula Dyckerhoff (1930–2004), Ethnologin und Altamerikanistin
- Herbert Eisenberger (1930–2020), Klassischer Philologe, Professor und Dekan am Frankfurter Institut für klassische Philologie
- Charlotte Posenenske (1930–1985), Malerin und Bildhauerin

#### 1931 bis 1940
- Karl-Walter Fritz (1931–2022), Politiker
- Hannes Sautter (1931–2012), Generalstabsarzt der Bundeswehr
- Georg Schlöndorff (1931–2011), Facharzt für Hals-Nasen-Ohrenheilkunde
- Erivan Haub (1932–2018), Eigentümer der Tengelmann-Gruppe
- Thomas Löffelholz (1932–2018), Journalist
- Dieter Rams (* 1932), Industriedesigner
- Daweli Reinhardt (1932–2016), Jazzgitarrist
- Helmut F. Albrecht (* 1933), Kabarettist, Autor und Werbetexter
- Rido Busse (1934–2021), Designer
- Dietrich Harth (* 1934), Hochschullehrer, Literatur- und Kulturwissenschaftler
- Esther-Maria Mikfeld (1934–2005), Politikerin
- Karl-Heinz Graf von Rothenburg (1934–2019), Klassischer Philologe
- Udo Sautter (1934–2019), Historiker und Hochschullehrer
- Ruth Kähler (* 1935), Schauspielerin
- Peter-Andreas Mothes (1935–2008), Kunstmaler
- Friedrich Pfeiffer (* 1935), Ingenieur
- Diethardt von Preuschen (1935–2016), Bevollmächtigter des Saarlandes beim Bund
- Bernhard Rang (1935–1999), Philosoph und Philosophiehistoriker
- Günther Schmidt (1935–2025), Ingenieur und Hochschullehrer
- Ingeborg Schöner (* 1935), Schauspielerin
- Josef Bücheler (* 1936), Künstler
- Heribert Göttelmann (* 1936), Generalmajor des Heeres
- Norbert Horn (1936–2023), Rechtswissenschaftler und Hochschullehrer
- Horst Konzen (* 1936), Rechtswissenschaftler
- Hans Zender (1936–2019), Dirigent und Komponist
- Norbert Becker (1937–2012), Agrarwissenschaftler
- Claus C. Berg (1937–2020), Wirtschaftswissenschaftler und Hochschullehrer
- Dieter Heckelmann (1937–2012), Jurist, Hochschullehrer und Politiker
- Wolfgang Jehn (1937–2017), Komponist
- Julia Marianne Kirchner (* 1937), Romanistin und Literaturübersetzerin
- Ingeborg Maus (1937–2024), Professorin für Politische Theorie und Ideengeschichte
- Christa Reich (* 1937), Kirchenmusikerin, evangelische Theologin und Hochschullehrerin
- Jürgen Rochlitz (1937–2019), Politiker und Wissenschaftler
- Dieter Rübsaamen (* 1937), Maler und Grafiker
- Frank Brabant (* 1938), Kunstsammler und Mäzen
- Kathrin Ackermann (* 1938), Schauspielerin und Synchronsprecherin
- Karin Dor (1938–2017), Schauspielerin
- Franz-Hermann Kappes (1938–1992), Politiker
- Sonja Kurowsky (1938–2017), Fernsehansagerin
- Hans Dieter Schreeb (* 1938), Autor von Romanen, Fernsehspielen und Theaterstücken
- Wolfgang Deichsel (1939–2011), Autor und Theatermacher
- Hildebrand Diehl (* 1939), Oberbürgermeister Wiesbadens
- Christoph Haehling von Lanzenauer (* 1939), Professor für Betriebswirtschaftslehre
- Dieter Hoff (* 1939), Medienmanager
- Horst Klee (* 1939), Politiker
- Klaus Laermann (* 1939), Germanist, Essayist und Übersetzer
- Eva Ludwig (* 1939), Politikerin
- Rolf Römer (* 1939), Jazzmusiker
- Volker Schlöndorff (* 1939), Filmregisseur, Drehbuchautor und Filmproduzent
- Wolfgang Schüler (* 1939), Pädagoge und Philosoph
- Jürgen Labenski (1940–2007), Filmwissenschaftler und -kritiker
- Dietrich Mayer (* 1940), Jurist, Richter am Bundesverwaltungsgericht a. D.
- Siegfried Spahn (* 1940), Generalarzt des Heeres der Bundeswehr

#### 1941 bis 1950
- Isa von Hardenberg (* 1941), Grande Dame der Berliner High Society
- Jürgen Hofer (* 1941), Politiker
- Elmar M. Lorey (1941–2019), Autor und Fernsehjournalist
- Hans-Reinhard Scheu (* 1941), Hörfunkreporter und Fernsehmoderator
- Herbert Schneider (* 1941), Musikwissenschaftler, Hochschullehrer
- Rudolf G. Wagner (1941–2019), Sinologe
- Dieter Bender (* 1942), Wirtschaftswissenschaftler, Hochschullehrer
- Rainer Gossmann (1942–2025), Eishockeytorwart und -funktionär
- Klaus Haacker (* 1942), evangelischer Theologe
- Klaus Hammer (* 1942), Politiker
- Dieter Leisegang (1942–1973), Autor, Philosoph und Übersetzer
- Manfred Letzerich (* 1942), Leichtathlet
- Volker Elis Pilgrim (1942–2022), Schriftsteller
- Hannelore Rönsch (* 1942), Politikerin
- Herbert Schneider (* 1942), Politiker
- Claus Wisser (1942–2023), Unternehmer und Kunstmäzen
- Gisela Ehrensperger (* 1943), Schweizer Opern-/Operetten-/Musicalsängerin
- Hans Michael Maus (1943–2024), Politiker
- Gottfried Schiemann (* 1943), Rechtswissenschaftler
- Joachim W. Engels (1944–2018), Chemiker
- Jürgen Grabowski (1944–2022), Fußballspieler
- Michael Herrmann (* 1944), Kultur- und Musikmanager
- Dirk Kaesler (* 1944), Soziologe
- Norbert Kindlmann (1944–2023), Ruderer
- Götz von Rohr (* 1944), Geograph
- Jürgen Wittstock (1944–2012), Kunsthistoriker und Museumsleiter
- Hanns-Georg Brose (1945–2018), Soziologe
- Stephan Krier (* 1945), Diplomat
- Jürgen Doeblin (* 1946), Politiker
- Pierre Even (* 1946), luxemburgischer Rechtsanwalt, Komponist und Historiker
- Birutė Galdikas (* 1946), Zoologin und Verhaltensforscherin
- Folkert Meeuw (* 1946), Schwimmer
- Reinhard Meier (1946–2020), Fußballspieler und -trainer
- Axel Scheibchen (* 1946), Hörspielautor und -regisseur
- Gerhard Besier (* 1947), evangelischer Theologe, Historiker und Politiker
- Ute Gerhard (1947–1987), Schauspielerin
- Volker Gläntzer (* 1947), Volkskundler, Hausforscher und Denkmalpfleger
- Michael Glotzbach (* 1947), Diplomat
- Klaus Mohr (* 1947), Nationalspieler im Boulesport
- Rainer Seifert (* 1947), Hockeyspieler
- Ulrich Stiehl (* 1947), Sachbuchautor und Programmierer
- Flora Veit-Wild (* 1947), Professorin
- Herbert Wehnert (* 1947), Handballspieler
- Eleonore Weisgerber (* 1947), Schauspielerin und Chansonsängerin
- Jochen Achilles (* 1948), Anglist, Amerikanist und Hochschullehrer
- Hildegard Bachmann (* 1948), Fastnachterin, Sängerin, Schauspielerin und Buchautorin
- Barbara Boock (* 1948), Bibliothekarin und Liedforscherin
- Edzard Ernst (* 1948), Professor für Alternativmedizin in Großbritannien
- Rainer Hirsch (1948–2009), Fernsehjournalist
- Hans-Peter Wodarz (* 1948), Koch, Gastronom und Veranstaltungsmanager
- Angelika Zöllner (* 1948), Schriftstellerin
- Bernhard H. Bayerlein (* 1949), Historiker und Romanist
- Mark Binz (* 1949), Rechtswissenschaftler und Rechtsanwalt
- Wolfgang Czysz (1949–2022), Archäologe
- Frieder Gebhardt (* 1949), Politiker
- Walter Pradt (1949–2014), Fußballspieler und -trainer
- Erika Skrotzki (* 1949), Schauspielerin
- Gernot Stroth (* 1949), Mathematiker
- Hans Demant (* 1950), Ingenieur
- Tatjana Hauptmann (* 1950), Illustratorin und Autorin
- Alexander Osteroth (* 1950), Schauspieler
- Ralf Reichenbach (1950–1998), Leichtathlet
- Norbert Seitz (* 1950), Soziologe, Hochschullehrer und Sachbuchautor
- Brigitte Weining (* 1950), Journalistin
- Reinhard Welter (1950–2021), Jurist und Professor
- Christine Windbichler (* 1950), Juristin und Professorin

#### 1951 bis 1960
- Michael Bauch (* 1951), Maler
- Wolfgang Diefenbach (* 1951), Jazzmusiker und Dirigent
- Gabriele Dietze (* 1951), Kulturwissenschaftlerin, Hochschullehrerin, Essayistin und Autorin
- Bettina Kenter (* 1951), Autorin, Sprecherin, Regisseurin und Schauspielerin
- Armin Klein (1951–2023), Kulturwissenschaftler und Hochschullehrer
- Clemens Knobloch (* 1951), Linguist
- Bernd Lehmann (1951–2018), Geodät und Professor
- Werner Krag (* 1951), Psychotherapeut und Sachbuchautor
- Michael Georg Schmunk (* 1951), Diplomat
- Alfred Sproede (* 1951), Slawist
- Malte Thorsten (* 1951), Schauspieler
- Michael Walter (* 1951), Übersetzer
- Otto Winzen (* 1951), Autor
- Günter Germann (* 1952), Facharzt für Plastische Chirurgie und Ästhetische Chirurgie
- Anton Himstedt (* 1952), Bildhauer
- Margot Klee (* 1952), Provinzialrömische Archäologin und Autorin
- Elke Lang (1952–1998), Schauspielerin, Bühnenbildnerin und Regisseurin
- Gunther Mende (* 1952), Musikproduzent
- Lothar Pohl (1952–2023), Sänger und Songwriter
- John F. Regni (* 1952), Generalleutnant der United States Air Force
- Jürgen Schneider (* 1952), Übersetzer, Herausgeber und Autor
- Wolfgang Grams (1953–1993), RAF-Terrorist
- Stefan Ziffzer (* 1953), Sanierer und Sportfunktionär
- Günther van Endert (* 1954), Fernsehredakteur
- Hans-Wolfgang von der Heide-Kattwinkel (* 1954), Admiralarzt der Bundesmarine
- Jochen Kuhn (* 1954), Maler und Filmemacher, Drehbuchautor, Komponist und Fotograf
- Günther Bräunig (* 1955), Unternehmer
- Petra Fuhrmann (1955–2019), Politikerin
- Francisco González (* 1955), paraguayischer Tennisspieler
- Franz-Theo Gottwald (* 1955), katholischer Theologe, Philosoph und Indologe
- Jutta Kaußen (* 1955), Autorin, Übersetzerin und Dramaturgin
- Klaus Küspert (* 1955), Informatiker und Hochschullehrer
- Ulrich Mehlhart (* 1955), Klarinettist
- Sandro R. Müller (1955–2024), Organist
- Anette Rein (* 1955), Direktorin des Museums der Weltkulturen in Frankfurt am Main
- Andrea Schwarz (* 1955), Autorin spiritueller Bücher und Referentin
- Frank Witzel (* 1955), Schriftsteller und Musiker
- Jürgen Czwienk (1956–2022), Autor, Drehbuchautor und Regisseur
- Ute Finckh-Krämer (* 1956), Politikerin, Abgeordnete zum Deutschen Bundestag
- Matthias Frey (* 1956), Pianist und Keyboarder
- Stefan Grüttner (* 1956), Politiker
- Dieter Hillert (* 1956), Neurolinguist, Hockeyspieler
- Birgit Hogefeld (* 1956), ehemalige RAF-Terroristin
- Hans-Jürgen Jakobs (* 1956), Volkswirt und Journalist
- Emmerich Müller (* 1956), Bankier
- Edie Samland (* 1956), Schauspielerin
- Martina Sichardt (* 1956), Musikwissenschaftlerin
- Michael Wilk (* 1956), Arzt, anarchistischer Autor und Umweltaktivist
- Anna Brunotte (* 1957), Luftverkehrskauffrau
- Gabriele Hasler (* 1957), Sängerin, Multi-Instrumentalistin und Komponistin
- Birgid Helmy (* 1957), Bildhauerin
- Andrea Klump (* 1957), ehemalige RAF-Terroristin
- Martin Kukula (1957–2013), Kameramann
- Felix Leinen (* 1957), Professor, Diplom-Mathematiker und Politiker
- Uwe Müller (* 1957), Volkswirt, Autor und Journalist
- Ursula Nonnemacher (* 1957), Politikerin
- Stefan Schmitt-Rink (1957–1992), Physiker und Hochschullehrer
- Peter von Strombeck (* 1957), Schauspieler
- Klaus Wendt (* 1957), Physiker
- Daniel Werner (* 1957), Schauspieler und Sprecher
- Susan Wild (* 1957), US-amerikanische Politikerin
- Hanno Ehrler (* 1958), Musikjournalist und Heilpraktiker
- Peter Henning (* 1958), Informatiker und Physiker
- Halim Hosny (* 1958), Journalist
- Manfred Rolf Langner (* 1958), Theaterregisseur und Intendant
- Ina Ulrike Paul (* 1958), Historikerin
- Holger Scherf (* 1958), deutscher Diplomat
- Andrea Asch (* 1959), Politikerin
- Andreas Georg Berg (* 1959), Fernsehjournalist und Lyriker
- Marianne Betz (* 1959), Flötistin und Musikwissenschaftlerin
- Jörg W. Busch (* 1959), Mittelalterhistoriker
- Christine Esterházy (* 1959), Opernsängerin und Musikwissenschaftlerin
- Thomas Giegerich (* 1959), Jurist
- Johannes Masing (* 1959), Rechtswissenschaftler und Richter des Bundesverfassungsgerichts
- John McEnroe (* 1959), US-amerikanischer Tennisspieler
- Ralph Misske (* 1959), Schauspieler, Regisseur und Videoproduzent
- Wolfgang Rösch (* 1959), römisch-katholischer Priester und Generalvikar des Bistums Limburg
- Frank Schirrmacher (1959–2014), Journalist, Literaturwissenschaftler und Essayist, Buchautor und Mitherausgeber der Frankfurter Allgemeinen Zeitung
- Nanette Scriba (* 1959), Malerin, Musikerin und Chansonsängerin
- Gaby Sommer (1959–2018), Fotografin und Fotojournalistin
- Annette Winkler (* 1959), Managerin
- Stefan Blöcher (* 1960), Hockeyspieler
- Christian Grüneberg (* 1960), Jurist, Richter am Bundesgerichtshof
- Sigrid Hirbodian (* 1960), Historikerin, Hochschullehrerin
- Fred Kogel (* 1960), Medienmanager, Fernsehproduzent und -moderator
- Ira Mazzoni (* 1960), Kunsthistorikerin, Fachjournalistin und Architekturkritikerin
- Hans-Jürgen Mende (* 1960), Hörfunk- und Fernsehmoderator
- Heike Richter-Karst (* 1960), Filmproduzentin
- Frank Runhof (* 1960), Jazzmusiker
- Sigrid Schmitt (* 1960), Historikerin
- Michael Schulz (* 1960), katholischer Theologe
- Leif Trenkler (* 1960), Maler
- Axel Wintermeyer (* 1960), Politiker
- Rainer Zaun (* 1960), Opernsänger

#### 1961 bis 1970
- Lorenz S. Beckhardt (* 1961), Autor und Journalist
- Hansjörg Biener (* 1961), evangelischer Theologe
- Reinhard Dörner (* 1961), Atomphysiker und Hochschullehrer
- Andrea Ruppert (* 1961), Professorin für Wirtschaftsprivatrecht
- Arne Skerra (* 1961), Biochemiker
- Thomas Stiller (* 1961), Filmregisseur, Drehbuchautor und Schauspieler
- Bruno Hübner (* 1961), Fußballspieler und -Manager
- Wolfgang Bergmann (* 1962), Publizist
- Heike Boomgaarden (* 1962), Gartenbauingenieurin und Sachbuchautorin
- Andreas Dorschel (* 1962), Philosoph
- Günter Katz (* 1962), Generalleutnant der Luftwaffe der Bundeswehr
- Wolfgang Kraus (* 1962), Fußballspieler
- Dirk Kurbjuweit (* 1962), Journalist und Schriftsteller
- Tanja Langer (* 1962), Schriftstellerin und Textdichterin
- Uwe Oberg (* 1962), Jazzmusiker
- Hans-Eberhard Roß (* 1962), Kirchenmusikdirektor
- Christof Sänger (* 1962), Jazzmusiker
- Aglaja Valentina Stirn (* 1962), Medizinerin, Psychoanalytikerin und Hochschullehrerin
- Rainer Thiel (* 1962), Klassischer Philologe
- Michael Altripp (* 1963), Byzantinist und Kunsthistoriker
- Ute Engel (* 1963), Kunsthistorikerin
- Frank Eulberg (* 1963), Fußballtrainer
- Andy Gillmann (* 1963), Jazzschlagzeuger, Musikpädagoge und Autor
- Hanno Hurth (* 1963), Verwaltungsjurist und Landrat des Landkreises Emmendingen
- Eckhard Jansen (* 1963), Kameramann
- Burkhard König (* 1963), Chemiker und Hochschullehrer
- Andreas Lucas (* 1963), Komponist, Musikproduzent, Filmemacher und Unternehmer
- Elisabeth Naske (* 1963), österreichische Komponistin und Cellistin
- Marco Pighetti (* 1963), Politiker
- Katharina Schubert (* 1963), Schauspielerin
- Hans-Georg Wolf (* 1963), Anglist und Hochschullehrer
- Wolfram Adolph (1964–2019), Publizist, ev. Theologe und Musikjournalist
- Bettina Alms (* 1964), Blockflötistin, Violinistin, Sängerin und Musikpädagogin
- Rainer Forst (* 1964), Professor für Politische Theorie und Philosophie
- Daniel Kempin (* 1964), Sänger und Gitarrist
- Martin Kinkel (* 1964), Regisseur
- Dorothee Köpp (* 1964), Juristin und Kommunalpolitikerin
- Friedrich Lohmann (* 1964), evangelischer Theologe
- Torsten Meireis (* 1964), evangelischer Theologe
- Hans-Friedrich Müller (* 1964), Rechtswissenschaftler, Hochschullehrer und Richter
- Michael Schacht (* 1964), Spieleautor und Grafiker
- Hans-Georg Ambrosius (1965–2007), bildender Künstler
- Christian Boehringer (* 1965), Vorsitzender des Gesellschafterausschusses von Boehringer Ingelheim
- Antje Damm (* 1965), Autorin und Illustratorin
- Alexandra Ernst (* 1965), Journalistin, Literaturkritikerin und literarische Übersetzerin
- Sven Hasper (* 1965), Schauspieler und Synchronsprecher
- Matthias Heep (* 1965), Schweizer Komponist, Chorleiter und Arrangeur
- Jörg Hickl (* 1965), Schachspieler
- Matthias Jacobs (* 1965), Rechtswissenschaftler
- Romuald Karmakar (* 1965), Regisseur und Drehbuchautor
- Uwe Knietsch (* 1965), Aktionskünstler
- Christiane Löhr (* 1965), Künstlerin
- Manuel Lösel (* 1965), Staatssekretär
- Betty Wahl (* 1965), Skandinavistin und Übersetzerin
- Adrienne Braun (* 1966), Journalistin, Autorin und Kolumnistin
- Katja von Garnier (* 1966), Regisseurin
- Hendrik Schneider (* 1966), Rechtswissenschaftler
- Lutz Schwalbach (* 1966), Wirtschaftsingenieur, Autor und Dozent
- Jens Zemke (* 1966), Radrennfahrer
- Dario Azzellini (* 1967), italienischer Autor, Dokumentarfilmer, Künstler, Politikwissenschaftler und Soziologe
- Stefan Büttner (* 1967), Altphilologe
- Claus Caesar (* 1967), Dramaturg
- Thomas Ernst (* 1967), Fußballspieler
- Eva Hagenbäumer (* 1967), Feldhockeyspielerin
- Michael Kessler (* 1967), Schauspieler, Komiker und Autor
- Mika Metz (1967–2017), Schauspieler
- Christine Morgenstern (* 1967), Rechtswissenschaftlerin und Hochschullehrerin
- Frank Neese (* 1967), Professor für theoretische Chemie
- Carolin Schmitz (* 1967), Regisseurin und Drehbuchautorin
- Alexander Spemann (* 1967), Sänger (Tenor), Musiker und Kabarettist
- Georg Breitner (* 1968), Archäologe und Denkmalpfleger
- Jeanne Faust (* 1968), Künstlerin
- Erica von Moeller (* 1968), Regisseurin, Drehbuchautorin und Hochschullehrerin
- Jürgen Münch (* 1968), Informatiker und Hochschullehrer
- Honke Rambow (* 1968), Musiker, Autor und Publizist
- Achim Seifert (* 1968), Jurist
- Joachim Sohn (* 1968), Regisseur und Autor
- Thilo Wydra (* 1968), Autor und Journalist
- Fabrizio Hayer (* 1969), Fußballspieler
- Arne Hoffmann (* 1969), Medienwissenschaftler, Journalist und Buchautor
- Michael Sauer (* 1969), Fußballspieler
- Aron Stiehl (* 1969), Opernregisseur
- Nicola Beer (* 1970), Politikerin
- Alain Blažević (* 1970), Schauspieler
- Frank Kromer (* 1970), Physiker und Politiker (CDU)

#### 1971 bis 1980
- Larissa Boehning (* 1971), Schriftstellerin
- Oliver Borchers (* 1971), Schriftsteller
- Eva Brühl (* 1971), Polospielerin
- Katja Boost (* 1972), Opern-, Oratorien-, Lied- und Konzertsängerin
- Clemens Bratzler (* 1972), Fernsehmoderator und Journalist
- Jens Harzer (* 1972), Schauspieler, Träger des Iffland-Rings
- Christian Herfurth (* 1972), Politiker (CDU), Bürgermeister von Idstein
- Daniel Klaus (* 1972), Schriftsteller
- Tobias Reinbacher (* 1972), Rechtswissenschaftler und Hochschullehrer
- Steffen Weber (* 1972), Handballspieler
- Jennifer Davids (* 1973), deutsch-philippinische Musikerin
- Scott D. Davis (* 1973), Pianist und Komponist
- Andreas Diefenbach (* 1973), Künstler
- Tanja Meurer (* 1973), Schriftstellerin und Illustratorin
- Erik Reischl (* 1973), Pianist
- Till Steffen (* 1973), Politiker
- Alexander Sternberg (* 1973), Schauspieler
- Kim Winter (* 1973), Schriftstellerin
- Andrea Diefenbach (* 1974), Fotografin
- Sascha Ehlert (* 1974), Mundartautor
- Julie Leuze (* 1974), Schriftstellerin
- Kerstin Münstermann (* 1974), Journalistin
- Ulrike Scheffler (* 1974), Fernsehmoderatorin und Sängerin
- Ingo Zamperoni (* 1974), Fernsehmoderator und Journalist
- Angela Maurer (* 1975), Schwimmerin
- Björn Michel (* 1975), Feldhockeyspieler
- Marion Schiefer (* 1975), Juristin und Politikerin
- Patrick Simon (* 1975), Rennfahrer
- Verena Wriedt (* 1975), Journalistin und Fernsehmoderatorin
- Andy Dörner (* 1976), Schwerathlet, Kraftdreikämpfer
- Jan-Olaf Immel (* 1976), Handballspieler
- Ingo Schon (* 1976), Politiker (CDU)
- Norman Simon (* 1976), Autorennfahrer
- Ulrike Syha (* 1976), Dramatikerin
- Bernd Perplies (* 1977), Autor, Übersetzer und Journalist
- Kristina Schröder (* 1977), Politikerin
- Surjo R. Soekadar (* 1977), Arzt
- Gregor Werum (* 1977), Handballspieler
- Ken Bardowicks (* 1978), Zauberkünstler und Comedian
- Christophe Fricker (* 1978), Literaturwissenschaftler und Schriftsteller
- Ingmar Jung (* 1978), Politiker (CDU), MdB, hessischer Landwirtschaftsminister
- Nadine Ruf (* 1978), Politikerin (SPD)
- Sebastian Schulte (* 1978), Ruderer (Weltmeister im Achter) und Industriemanager
- Shy Love (* 1978), US-amerikanische Pornodarstellerin
- Patrick Ludovicus Schmitz (* 1978), Schauspieler, Sänger und Regisseur
- Ricarda Junge (* 1979), Schriftstellerin
- Gisbert zu Knyphausen (* 1979), Liedermacher, Sänger und Gitarrist
- Alexa Feser (* 1979), Sängerin und Songwriterin
- Heiko Rüll (* 1979), Fernseh- und Drehbuchautor
- Manuel Schleis (* 1979), Musikproduzent
- Stephanie Sturm (* 1979), Musicaldarstellerin
- Sandro Zehner (* 1979), Politiker (CDU)
- David Barbarino (* 1980), Künstler
- Nils Döring (* 1980), Fußballspieler und Trainer
- Andreas Hornig (* 1980), Basketballspieler
- Stefan Kühne (* 1980), Fußballspieler
- Saskia de Lando (* 1980), Schauspielerin und Moderatorin

#### 1981 bis 1990
- Daniel Deußer (* 1981), Springreiter
- Frederik R. Wurm (* 1981), Chemiker und Hochschullehrer
- Ansgar Focke (* 1982), Politiker
- Claudia Grehn (* 1982), Dramatikerin
- Kamilla Pfeffer (* 1982), Dokumentarfilmregisseurin
- Sabine Rumpf (* 1983), Diskuswerferin
- Dennis Schwabenland (* 1983), Theater- und Filmregisseur, Schauspieler und Autor
- Katharina Köster (* 1984), Filmregisseurin und Drehbuchautorin
- Helge Meeuw (* 1984), Schwimmer
- Daniel Roesner (* 1984), Schauspieler
- Alexander Slotty (* 1984), Politiker
- Johannes Clair (* 1985), Autor
- Felix Heitmann (* 1985), Domkapellmeister am Aachener Dom
- Patrick Hilbert (* 1985), Rechtswissenschaftler und Hochschullehrer
- Nico Rosberg (* 1985), Automobilrennfahrer
- Halil Savran (* 1985), deutsch-türkischer Fußballspieler
- Sebastian Schmidt (* 1985), Ruderer, Weltmeister im Achter
- Florian Dietrich (* 1986), Filmregisseur und Drehbuchautor
- Schoolboy Q (* 1986), US-amerikanischer Rapper
- Christopher Hübner (* 1986), Fußballspieler
- Stefanie Dauber (* 1987), Stabhochspringerin
- Tobias Hahn (* 1987), Handballspieler
- Sandra Kleinjung (* 1987), Handballspielerin
- Tobias Schimmelbauer (* 1987), Handballspieler
- Kathrin Bach (* 1988), Schriftstellerin und Lyrikerin
- Wiebke Ullmann (* 1988), Leichtathletin
- Bosca (* 1988), Rapper und Produzent
- Tunay Acar (* 1989), türkischer Fußballspieler
- Jasna Fritzi Bauer (* 1989), Schauspielerin
- Anja S. Gläser (* 1989), Theater- und Filmschauspielerin
- Benjamin Hübner (* 1989), Fußballspieler
- Esra Limbacher (* 1989), Politiker
- Lea Reisner (* 1989), Politikerin
- Christian Wackert (* 1989), Fernsehmoderator
- Felix Weber (* 1989), geb. als Felix Isaak, Volleyballspieler
- Valerie Weigmann (* 1989), deutsch-philippinisches Model
- Moritz Körner (* 1990), Politiker (FDP), Mitglied des Europäischen Parlaments
- Maximilian Schubert (* 1990), Handballspieler

#### 1991 bis 2000
- Viviane Geppert (* 1991), Fernsehmoderatorin
- Tom Gramenz (* 1991), Schauspieler
- Kevin Kraus (* 1992), Fußballspieler
- Alexander Schwolow (* 1992), Fußballspieler
- Vivien Weiß-Drumm (* 1992), Volleyballspielerin
- Kira Linn (* 1993), Jazzmusikerin und -komponistin
- Shawn Parker (* 1993), Fußballspieler
- Meike Schmelzer (* 1993), Handballspielerin
- Nico Brauner (* 1994), Basketballspieler
- Alexander Chico-Bonet (* 1994), deutsch-spanischer Schauspieler und Musiker
- Maximilian Hering (* 1994), Jazzmusiker
- Lea Wagner (* 1994), Sportmoderatorin
- Lina Bürger (* 1995), Fußballspielerin
- Marc Wachs (* 1995), Fußballspieler
- Maxine Troglauer (* 1995), Musikerin
- Sophia Bähr (* 1996), Volleyballspielerin
- Max Hopp (* 1996), Dartspieler
- Finn Dahmen (* 1998), Fußballspieler
- Edi Mujan (* 1998), deutsch-amerikanischer Fußballspieler
- Leon Kugland (* 1999), Fußballspieler
- Jan Röling (* 1999), Volleyballspieler
- Jan-Luca Rumpf (* 1999), Fußballspieler
- Niklas Schell (* 1999), Tennisspieler
- Arthur Lyska (* 2000), Fußballspieler

### 21. Jahrhundert
- Pauline Heinz (* 2001), Hockeyspielerin
- Leia Holtwick (* 2002), Schauspielerin
- Meiko Sponsel (* 2002), Fußballspieler
- Anastasia Cekulaev (* 2003), Volleyballspielerin
- Dario Gebuhr (* 2003), Fußballspieler
- Danny Schmidt (* 2003), Fußballspieler

## Persönlichkeiten, die in der Stadt gewirkt haben

### Bis 1900
- Karl Adolph Gottlob Schellenberg (* 2. Mai 1764 in Idstein; † 13. September 1835 in Wiesbaden), Begründer der Simultanschule im Herzogtum Nassau und erster Pfarrer in Wiesbaden
- Christian Zais (* 1770 in Cannstatt; † 1820 in Wiesbaden), klassizistischer Architekt und Stadtbaumeister in Wiesbaden
- Johannes Weitzel (* 24. Oktober 1771 in Johannisberg; † 10. Januar 1837 in Wiesbaden), Schriftsteller, Verleger und Landesbibliothekar im Herzogtum Nassau
- Johann Ludwig Koch (* 1. November 1772 in Niederklein; † 2. Mai 1853 in Wiesbaden) Geistlicher, Politiker, Kirchenrechtler, nassauischer Geheimer Regierungsrat und Landesbibliothekar in Wiesbaden
- Ludwig Schellenberg (* 23. März 1772 in Usingen; † 23. Februar 1834 in Wiesbaden), Buchhändler, Buchdrucker und Verleger
- August Heinrich Peez (* 1786 in Mainz; † 10. März 1847 in Wiesbaden), führte in Mainz die Trinkkur wieder ein
- Christian Rummel (* 1787 in Gollachostheim; † 1849 in Wiesbaden), Pianist, Geiger, Klarinettist, Musiklehrer, Dirigent der herzoglichen Kapelle, dann Hofkapellmeister der Wiesbadener Oper
- Friedrich Pagenstecher (* 1793 in Dillenburg; † 1864 in Wiesbaden), Oberforstrat, Forstreferent bei der Nassauischen Regierung
- Joseph Kriegsmann (* 1796 in Burghaslach; † 10. Oktober 1867 in Wiesbaden), und sein Sohn Siegmund Kriegsmann (* 26. September 1827 in Wiesbaden; † nach 1875 vermutlich ebenda), Optiker
- Theodor Schliephake (* 1808 in Dörnten; † 1871 in Heidelberg), Philosoph, Geschichtsschreiber und Hauslehrer am Nassauischen Hof
- Theodore Eisfeld (* 1816 in Wolfenbüttel; † 1882 in Wiesbaden), Komponist, Musikdirektor der New Yorker Philharmoniker
- Ernst Litfaß (* 1816 in Berlin; † 1874 in Wiesbaden), Verleger und Erfinder der 1854 erstmals eingesetzten Litfaßsäule
- Alois Boczek (* 1817; † 1876 in Wien), österreichischer Finanzbeamter, Journalist und Abgeordneter in der Frankfurter Nationalversammlung. Verlegte in Wiesbaden die Nassauische Allgemeine Zeitung
- Carl Remigius Fresenius (* 1818 in Frankfurt am Main; † 1897 in Wiesbaden), Chemiker, gründete 1848 das Institut Fresenius
- Carl Theodor Wagner (* 1826 in Usingen; † 1907 in Wiesbaden), Uhrmachermeister und Unternehmer
- Konrad Duden (* 1829 Hof Bossigt bei Wesel; † 1911 in Sonnenberg bei Wiesbaden), Philologe, legte mit seinen Werken (der spätere „Duden“) die Grundlage der deutschen Einheitsrechtschreibung
- Kaspar Kögler (* 1838 in Molsberg; † 1923 in Wiesbaden), Maler und Schriftsteller
- Josef Massenez (* 1839 in Grünberg; † 1923 in Wiesbaden), Montanunternehmer
- Heinrich von Herzogenberg (* 1843 in Graz; † 1900 in Wiesbaden), Komponist, gestorben in Wiesbaden
- Luise Adolpha Le Beau (* 1850 in Rastatt; † 1927 in Baden-Baden), Komponistin, lebte 1885–90 in Wiesbaden
- Joseph Miroslav Weber (* 1854 in Prag; † 1906 in München), 1889–94 Musikdirektor in Wiesbaden
- Alexander Alberti (* 1855 in Wörsdorf; † 1929 in Wiesbaden), Jurist und Stadtverordnetenvorsteher in Wiesbaden
- Felix Genzmer (* 1856 in Labes/Pommern; † 1929 in Berlin), von 1881 bis 1903 Stadtbaumeister von Wiesbaden
- Hermine Spies (* 1857 in Löhnberger Hütte bei Weilburg; † 1893 in Wiesbaden), berühmte Lied- und Oratoriensängerin (Alt), u. a. UA von Brahms-Werken
- Emil Nikolaus von Reznicek (* 1860 in Wien; † 1945 in Berlin), Komponist, lebte 1899–1902 in Wiesbaden
- Ludwig Hofmann (* 1862 in Herborn; † 1933 in Herborn), Architekt und Denkmalpfleger
- Alexej von Jawlensky (* 1865 in Torschok (Russland); † 1941 in Wiesbaden), Maler des Expressionismus
- Otto Henkell (* 1869 in Mainz; † 1929 in Schwarzach im Pongau), Sektfabrikant, führte die Sektkellerei Henkell & Co zu Weltruhm
- Max Reger (* 1873 in Brand/Opf.; † 1916 in Leipzig), Studium am Wiesbadener Konservatorium
- Heinrich Kirchhoff (* 1874 in Essen; † 1934 in Wiesbaden), Kunstsammler und Mäzen
- Otto Haese (* 1874 in Arnswalde; † 1944 im KZ Dachau), Gewerkschafter und Politiker (SPD)
- Georg Wagner (* 10. Oktober 1876 in Obertiefenbach; † 6. März 1955 in Wiesbaden), Volksschullehrer, Sachbuchautor und Heimatforscher
- Walter Matthiae (* 3. August 1880 auf Gut Rynneck bei Montowo in Westpreußen; † 27. Juni 1960 in Wiesbaden), Vizeadmiral der Kriegsmarine
- Karl Josef Schlitt (* 4. Juni 1883 in Obertiefenbach; † 30. Oktober 1960 in Wiesbaden); Politiker (CDU) und Abgeordneter des Hessischen Landtags, Landrat des Landkreises Wiesbaden
- Hugo Koch (* 14. August 1883 in Glauchau; † 7. September 1964 in Wiesbaden), Architekt und Autor von Werken zur Gartenkunst
- Otto Klemperer (* 1885 in Breslau; † 1973 in Zürich), Generalmusikdirektor in Wiesbaden von 1924 bis 1927
- Gustav Lampmann (* 1885 in Frankfurt am Main; † 1970 in Wiesbaden), Hochbaudezernent bei der Regierung in Wiesbaden von 1933 bis 1950 und Architekturschriftsteller
- August Momber (* 1886 in Danzig; † 1969 in Karlsruhe), Schauspieler und Regisseur, war „Erster Held“ am Staatstheater Wiesbaden in der Zeit von 1922 bis 1933
- Ferdinand Kutsch (* 1889 in Burg-Gemünden; † 1972 in Wiesbaden), Prähistoriker und provinzialrömischer Archäologe
- Hans Albers (* 1891 in Hamburg; † 1960 in Kempfenhausen, Berg), trat während des Ersten Weltkriegs am Residenztheater auf
- Karl Elmendorff (* 1891 in Düsseldorf; † 1962 in Hofheim am Taunus), Dirigent am Staatstheater Wiesbaden
- Walter Gieseking (* 1895 in Lyon; † 1956 in London), Pianist und Komponist

### Ab 1901
- Bernard von Brentano (* 1901 in Offenbach; † 1964 in Wiesbaden), Schriftsteller, Lyriker, Dramatiker und Essayist
- Axel Ivers (* 1902 in Danzig; † 1964 in Wiesbaden), Schauspieler, Theaterregisseur, Hörspielsprecher, Bühnenautor und Übersetzer
- Alo Altripp (* 1906 in Altrip; † 1991 in Wiesbaden), Maler und Grafiker
- Walter Pongs (* 1911 in Remscheid; † unbekannt), KZ-Arzt und Zahnarzt im KZ Buchenwald; betrieb nach Kriegsende eine Zahnarztpraxis in Wiesbaden
- George Konell (* 1912 in Berlin; † 1991 in Trostberg), Schriftsteller
- Waldemar Reichhard (* 1915 in Berlin-Steglitz; † 1988 in Wiesbaden), genannt „Knoblauchkönig“ oder „Knobloch“, ehemaliger Opernsänger und Stadtoriginal
- Helmut Schön (* 1915 in Dresden; † 1996 in Wiesbaden), Fußballspieler und Bundestrainer
- Eddie Constantine (* 1917 in Los Angeles (USA); † 1993 in Wiesbaden), Filmschauspieler
- Ilse Konell (* 1919 in Oederan; † 2012 in Mölln), Literatur-Mäzenin
- Wolfgang Schuppli (* 1922 in Bad Landeck, Schlesien; † 2015 in Wiesbaden), Unternehmer
- Hans Joachim Fröhlich (* 1923 in Gelnhausen; † 2008), Forstwissenschaftler, von 1968 bis 1988 Leiter der Hessischen Landesforstverwaltung
- Heinz Schenk (* 1924 in Mainz; † 2014 in Wiesbaden), Schauspieler und Showmaster (Zum Blauen Bock)
- Wim Thoelke (* 1927 in Mülheim an der Ruhr; † 1995 in Niedernhausen), Showmaster
- Gottfried Kiesow (* 1931 in Landsberg an der Warthe; † 7. November 2011 in Wiesbaden), Denkmalpfleger und Vorsitzender der Deutschen Stiftung Denkmalschutz
- Nossrat Peseschkian (* 1933 in Kaschan, Iran; † 2010 in Wiesbaden), Neurologe, Psychiater und Psychotherapeut, Träger des Bundesverdienstkreuzes
- Heidemarie Wieczorek-Zeul (* 1942 in Frankfurt am Main), MdB, von 1998 bis 2009 Bundesministerin für wirtschaftliche Zusammenarbeit und Entwicklung
- Claus Theo Gärtner (* 1943 in Berlin), Schauspieler
- Volker Kriegel (* 1943 in Darmstadt; † 2003 in San Sebastián), Gitarrist und Zeichner, Pionier der deutschen Rockjazz-Szene
- Helge Philipp (* 1944), deutsche Journalistin und ehemalige Fernsehmoderatorin
- Robert Schönmayr (* 1947 in Linz), Universitätsprofessor; Neurochirurg an den Dr.-Horst-Schmidt-Kliniken in Wiesbaden
- Hartmann Wunderer (* 1950; † 2016 in Wiesbaden), deutscher Historiker
- Béla Réthy (* 1956 in Wien), deutscher Sportreporter beim ZDF
- Aleksander M. C. Ruzicka (* 1960 in Alzey), Unternehmer
- James Peace (* 1963 in Paisley), schottischer Komponist, Konzertpianist und bildender Künstler
- Karsten Thormaehlen (* 1965 in Bad Kreuznach), Fotokünstler
- Ralph Valenteano (* 1965 in Eltville am Rhein), Sänger, Musikproduzent und Komponist
- Thilo von Debschitz (* 1966 in Offenbach am Main), Designer und Autor
- Sven Gerich (* 1974 in Hannoversch Münden), von 2013 bis 2019 Oberbürgermeister
- Tobias Welz (* 1977), DFB- und FIFA-Schiedsrichter; lebt in Wiesbaden
- Daniel Küblböck (* 1985 in Hutthurm, Bayern; † 2018 in der Labradorsee), seit Dezember 2008 in Wiesbaden, Sänger und Entertainer
- Debby Ryan (* 1993 in Huntsville, Alabama), von 2000 bis 2003 in Wiesbaden, Schauspielerin und Sängerin